# Alelimma
Alelimma is een geslacht van vlinders van de familie van de spinneruilen (Erebidae), uit de onderfamilie Hypeninae.

## Soorten
- A. apicalis Hampson, 1895
- A. apidanusalis Walker, 1859
- A. asema Hampson
- A. deletaria Hampson, 1895
- A. lignea Swinhoe, 1902
- A. ochrodes Hampson
- A. odontias Lowes, 1903
- A. pallicostalis Hampson, 1902
- A. pallidifusca Hampson, 1895
- A. zema Strand, 1920
- A. zemella Strand, 1920